# 江田船山古墳
32°58′16.63″N 130°36′0.02″E / 32.9712861°N 130.6000056°E
江田船山古墳（日语：／ Etafunayama Kofun）是日本熊本縣玉名郡和水町的一座古墳，其形態為前方後圓墳。

## 概要
據推測，江田船山古墳建造於5世紀末期至6世紀初期之間。墳長62公尺，周圍有盾形的壕溝。此古墳於1873年以後被發掘，出土了豐富的陪葬品，大部份收藏於東京國立博物館中，於1965年指定為國寶。其中，出土了日本最古老的本土記錄文書，一把用大馬士革鋼生產法生產的、刻有75字銘文的大刀。
古墳周圍配置了穿著短甲的武人樣式的石人。在周邊配置石人石馬的古墳，自5世紀的石人山古墳開始，至6世紀前期岩戶山古墳為最盛期，此後消失了。岩戶山古墳是527年至528年反抗大和王權失敗的筑紫君磐井的墳墓。江田船山古墳可能是筑紫君一族配下地域中首長的墳墓。根據最近的研究，此古墳的被葬者有三名。
江田船山古墳中出土了大量來自中國和朝鮮半島的文物，因而引人注目。1976年6月30日，與周圍的塚坊主古墳及虛空藏塚古墳一起，被列為國之史跡。

## 铁刀铭文

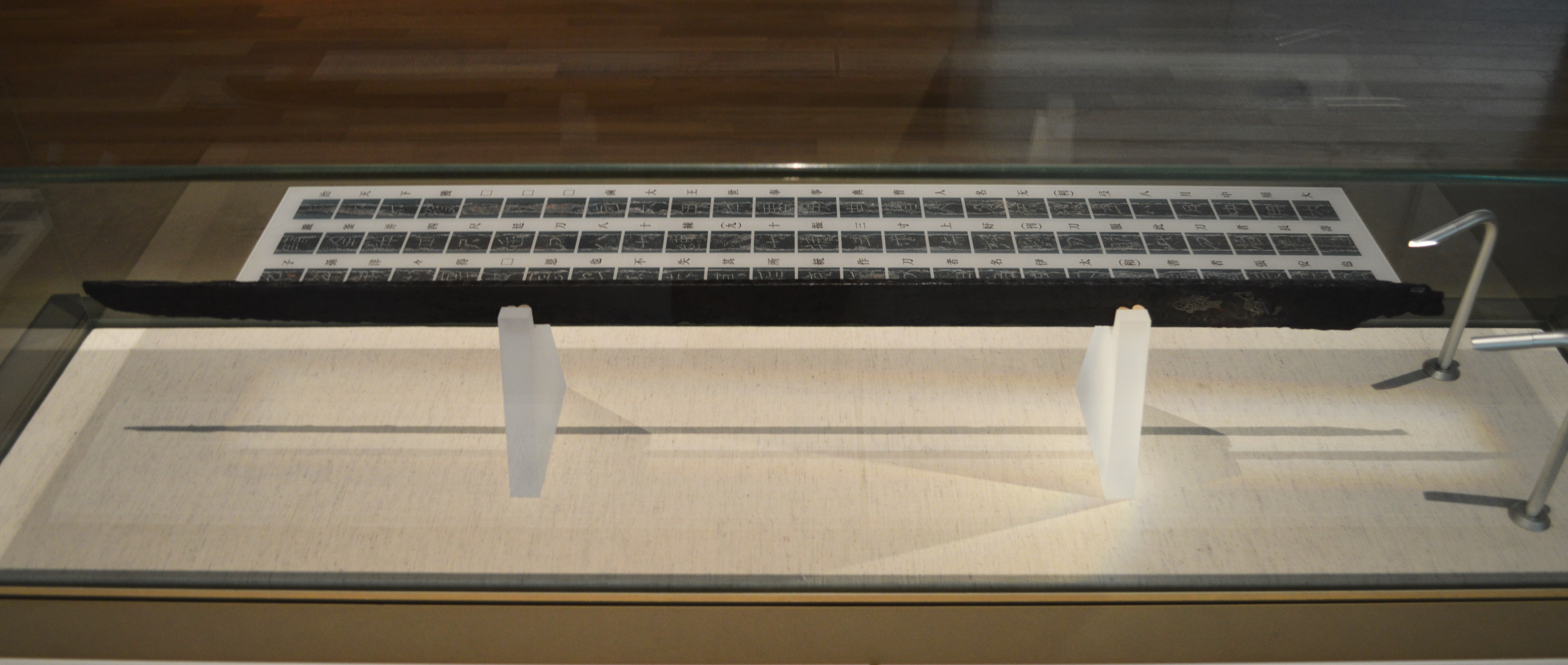
銀象嵌銘大刀（国宝）東京国立博物館藏

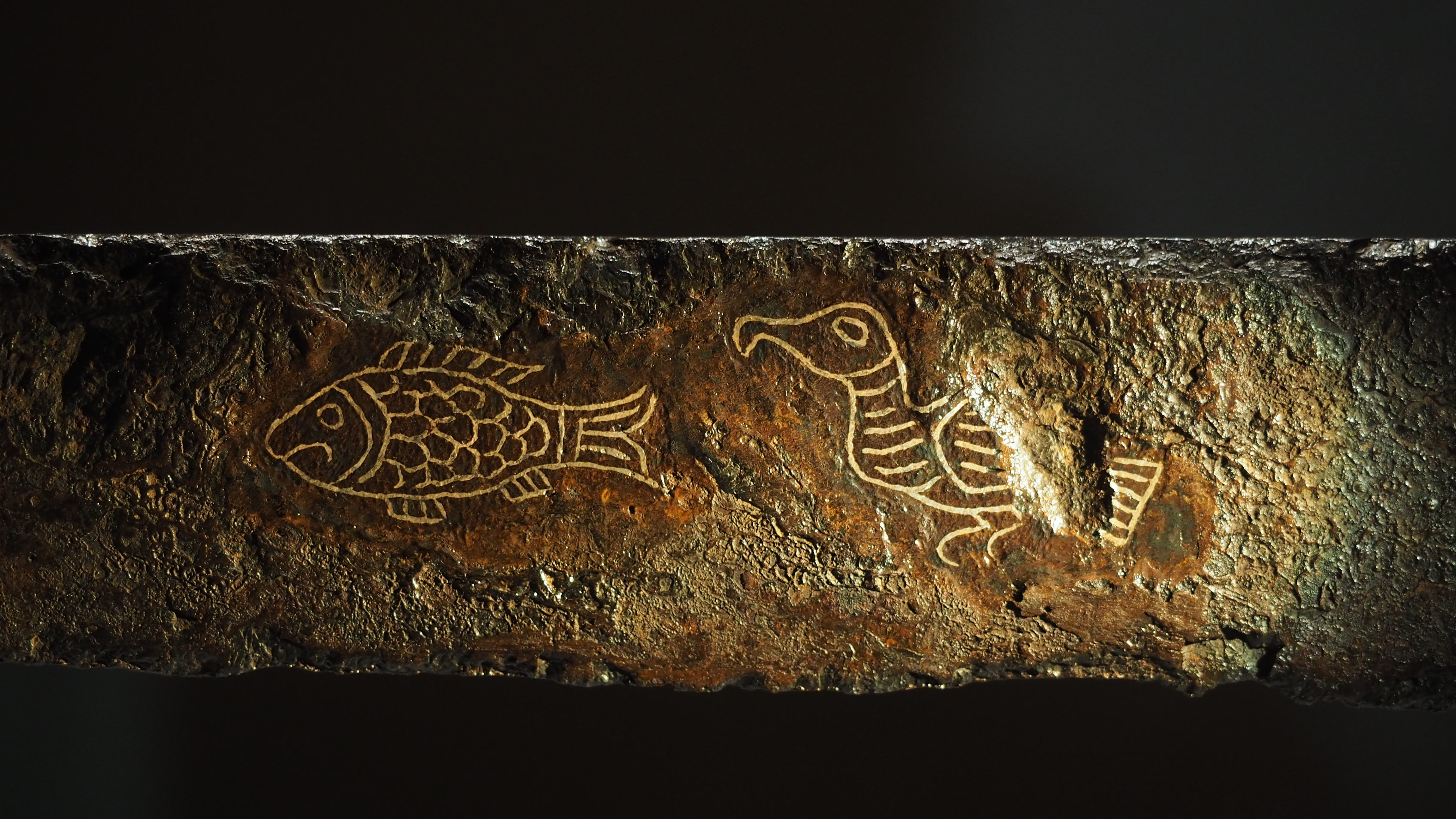
刀上的鱼鸟纹

在出土的物品中，有名为“銀錯銘大刀”的直刀刻有以下75个字的铭文：
台（治）天下獲□□□鹵大王世、奉事典曹人名无□（利ヵ）弖、八月中、用大鉄釜 并四尺廷刀、八十練、□（九ヵ）十振、三寸上好□（利ヵ）刀、服此刀者、長寿、子孫洋々、得□恩也、不失其所統、作刀者名伊太□（和）、書者張安也（東野治之识读）
太刀刀身使用银镶嵌纹饰，一侧为花与马的纹饰，另一侧为鱼与鸟。铭文中的“獲□□□鹵大王”在最开始被辨认为獲（蝮）和鹵（歯）。直到后来发现埼玉県行田市稲荷山古墳1978年出土的金錯銘鉄剣上出现「獲加多支鹵大王」的文字，才知道应该训读为「ワカタケル大王」。获加多支卤大王被比定为日本书纪上的雄略天皇，他本名大泊瀬幼武（おおはつせわかたけ）与「ワカタケル」相似。在日本东部和西部的墓葬中出土了一把带有相同大王名字的剑，表明大和王权的统治范围已经不仅影响到近畿，甚至延伸到更远的地方。
被葬者ムリテ（无□（利ヵ）弖：无利弖）在雄略的宮廷作为文官「典曹人」出仕。